# (13132) Ortelius
(13132) Ortelius ist ein Asteroid des inneren Hauptgürtels, der am 12. August 1994 vom belgischen Astronomen Eric Walter Elst am La-Silla-Observatorium (IAU-Code 809) der Europäischen Südsternwarte in Chile entdeckt wurde.
Der Asteroid wurde am 29. August 2015 nach dem flämischen Geographen und Kartografen Abraham Ortelius (1527–1598) benannt, dem Schöpfer des ersten modernen Atlanten (Theatrum Orbis Terrarum), der am 20. Mai 1570 erschien.
Der Himmelskörper gehört der Vesta-Familie an, einer großen Gruppe von Asteroiden, benannt nach (4) Vesta, dem zweitgrößten Asteroiden und drittgrößten Himmelskörper des Hauptgürtels.